# Lucina (Fire Emblem)
Pour les articles homonymes, voir Lucina.
Lucina (ルキナ, Rukina) est un personnage issu de la franchise de jeux vidéo Fire Emblem. Elle est apparue dans le treizième volet de la série, Fire Emblem: Awakening, sorti sur Nintendo 3DS en 2012. Princesse du Saint-Royaume d’Ylisse, elle fait partie des trois principaux protagonistes du jeu, avec son père le prince puis roi Chrom et l’avatar du joueur, le stratège Daraen. Elle figure également de manière plus mineure dans certains épisodes ultérieurs de la série, ainsi que dans les jeux de la série Super Smash Bros. depuis l'épisode for Nintendo 3DS / for Wii U et quelques caméos dans divers autres jeux.
Originaire d’un futur dévasté par le dragon déchu Grima, elle voyage dans le temps avec ses compagnons jusqu’à l’époque de la jeunesse de ses parents pour les aider à prévenir le cataclysme à venir et changer le cours de l’Histoire. Elle est toujours la fille de Chrom, mais l’identité de sa mère est laissée à la discrétion du joueur parmi une liste de personnages féminins qui peut inclure l’avatar du joueur si ce dernier est de sexe féminin.
Son rôle de premier plan dans Fire Emblem: Awakening, jusqu’alors plus grand succès commercial international de la série, ainsi que ses apparitions dans la série Super Smash Bros. ont fait d’elle l'un des personnages les plus appréciés de la franchise : en 2017, elle est ainsi parvenue à décrocher la troisième place (en prenant en compte les deux incarnations de Ike) du premier concours de popularité "Choisissez vos héros", un évènement organisé pour le jeu mobile Fire Emblem Heroes où elle était opposée à l'ensemble des personnages de l'histoire de la série jusqu'alors.

## Apparence
Lucina est une jeune femme ressemblant trait pour trait à son ancêtre Marth : ses vêtements et sa cape sont à dominante bleue, de même que ses cheveux qui, bien que plus longs, sont également ornés d’un serre-tête doré. Son apparence remarquablement androgyne lui permet de se faire passer pour ce dernier, en changeant sa coupe de cheveux et en portant un masque. Elle a pour particularité physique de porter la marque de la Sainte-Lignée, preuve de son appartenance à la famille royale d’Ylisse, dans l’iris de son œil gauche. Elle est généralement représentée maniant son épée Falchion.
Dans Fire Emblem: Awakening, son character design est assuré par Yūsuke Kozaki. Elle est doublée par Yū Kobayashi en version japonaise dans toutes ses apparitions. En anglais, elle est d'abord doublée par Laura Bailey avant d'être remplacée par Alexis Tipton à partir de 2017 (à l'exception de Super Smash Bros. Ultimate, sorti en 2018 mais réutilisant les enregistrements de Bailey du jeu précédent).

## Personnalité
Lucina est une jeune femme volontaire, pragmatique et sérieuse, qui est déterminée à défier le destin pour changer l'avenir sombre dont elle provient. Très fière de la lignée dont elle est issue, elle montre une extrême révérence à son père Chrom et essaye d'imiter la façon dont elle pense que son ancêtre Marth agissait. De nature responsable, elle se soucie beaucoup de ses camarades et a le sens de la justice malgré sa personnalité stoïque et son manque de sens de l’humour. Elle reste également humble en ce qui concerne ses aptitudes au combat en dépit de son indéniable talent, n’osant pas se comparer à son père.

## Apparitions

### Synthèse
| Année | Jeu                                            | Plateforme                        | Jouable | Notes                        |
| ----- | ---------------------------------------------- | --------------------------------- | ------- | ---------------------------- |
| 2012  | Fire Emblem: Awakening                         | Nintendo 3DS                      | Oui     |                              |
| 2014  | Super Smash Bros. for Nintendo 3DS / for Wii U | Nintendo 3DS / Wii U              | Oui     |                              |
| 2015  | Code Name: S.T.E.A.M.                          | Nintendo 3DS                      | Oui     | Amiibo uniquement            |
| 2015  | Fire Emblem Fates                              | Nintendo 3DS                      | Oui     | Amiibo uniquement            |
| 2015  | Project X Zone 2                               | Nintendo 3DS                      | Oui     |                              |
| 2017  | Fire Emblem Heroes                             | iOS / Android                     | Oui     |                              |
| 2017  | Fire Emblem Echoes: Shadows of Valentia        | Nintendo 3DS                      | Non     | Illusion (Amiibo uniquement) |
| 2017  | Fire Emblem Warriors                           | Nintendo Switch, New Nintendo 3DS | Oui     |                              |
| 2018  | Super Smash Bros. Ultimate                     | Nintendo Switch                   | Oui     |                              |
| 2023  | Fire Emblem Engage                             | Nintendo Switch                   | Oui     | Emblème uniquement           |

### Dans la sérieFire Emblem
Dans Fire Emblem: Awakening, Lucina est la fille de Chrom, venue d’un futur où ce dernier, après être devenu roi du Saint-Royaume d’Ylisse, est tué par l’un de ses proches amis. Cet événement tragique marque l’avènement du dragon déchu Grima, un être comparable à un dieu dont le règne de terreur ravage le monde. Incapable de lutter face à un tel adversaire et de sauver le royaume dont elle a hérité à cette époque, Lucina est renvoyée avec ses compagnons à l’époque de sa naissance par le dragon divin Naga. Dans ce passé, Lucina dissimile son identité en se faisant appeler Marth, allusion à son vertueux ancêtre ayant lui-même terrassé un puissant dragon, et enquête sur les circonstances de la mort de son père et du retour de Grima afin de les prévenir tant qu’il en est encore temps. Si elle parvient à plusieurs reprises à changer marginalement le cours des évènements, leurs conclusions restent identiques, la faisant douter de sa capacité à changer le destin. Après avoir révélé son identité à Chrom et compris la vraie nature de Grima, les choses prennent un tour pour le meilleur et le père et la fille parviennent à stopper le dragon avant qu’il ne soit trop tard.
Dans Fire Emblem Fates, Lucina peut être recrutée grâce à l’amiibo à son effigie, mais ne joue aucun rôle significatif dans l’histoire.
Ce même amiibo permet également d'invoquer une illusion fantomatique de Lucina le temps d'une bataille dans Fire Emblem Echoes: Shadows of Valentia.
De plus, elle apparaît dans Fire Emblem Engage sous forme d'Emblème, c'est-à-dire pouvant être invoquée par une unité pour bénéficier de certaines de ses aptitudes. Son rôle dans l’histoire y est également modeste.
Lucina est aussi apparue dans certains jeux dérivés de la série, comme le jeu mobile Fire Emblem Heroes, un cross-over entre l'ensemble des jeux de la série, mais également dans Fire Emblem Warriors premier du nom, un cross-over avec la série Dynasty Warriors comprenant de nombreux personnages issus de l’univers Fire Emblem.

### Dans la sérieSuper Smash Bros.
Lucina est un personnage jouable dans Super Smash Bros. for Nintendo 3DS / for Wii U dès la sortie du jeu. Sa présence est confirmée dans une bande-annonce publiée le 14 juillet 2014. Elle y est essentiellement un personnage clone de Marth, dont il était initialement prévu qu’elle ne soit qu’un costume alternatif et non un personnage à part entière. Elle est toutefois généralement considérée comme supérieure à son modèle par la communauté en raison d’un équilibrage plus favorable de ses dégâts à l’épée.
On la retrouve aussi dans Super Smash Bros. Ultimate, où son statut de « Combattant écho » (clone) de Marth reste inchangé .

### Dans d’autres jeux
Lucina est un personnage bonus du jeu 3DS Code Name: S.T.E.A.M., du même développeur que la série Fire Emblem, Intelligent Systems. Elle est débloquée en utilisant l’amiibo à son effigie.
Elle fait également un caméo dans le jeu Project X Zone 2, un cross-over entre de nombreuses franchises où elle et Chrom sont des personnages jouables.